# Vladimír Hroch
Vladimír Hroch (3. dubna 1907 Praha – 21. září 1966 Uherské Hradiště) byl český akademický malíř, žák krajinářské speciálky profesora Otakara Nejedlého.

## Život
Narodil se 3. dubna 1907 v Praze. V letech 1923–1924 vystudoval soukromé krajinářské školy F. Engelmüllera. V letech 1927–1932 pokračoval na krajinářské speciálce Otakara Nejedlého na Akademii výtvarných umění v Praze. V roce 1929 získal Purmannovo stipendium pro nejlepšího žáka krajinářské školy a stipendium na studijní exkurzi do ciziny.
Inspirací se mu staly pravidelné cesty do středomoří, kde se seznámil s impresionisty a Paulem Cézannem. Vrcholná díla vytvořil ve Zlíně, kde se usadil v roce 1938 a kde se také podílel na založení školy umění. V Hrochově malířském díle se kromě korsických krajin, francouzských motivů a zlínských témat objevovaly i pražské inspirace nebo motivy vinohradů a kytic. Zemřel 21. září 1966 v Uherském Hradišti a byl pohřben v rodinné hrobce na hlavním městském hřbitově v Mařaticích.